# نيكولا بال
نيكولا بال (بالفرنسية: Nicolas Bal)‏ هو متزحلق نوردي مزدوج فرنسي، ولد في 2 يونيو 1978 في سان مارتان ديريس في فرنسا.

## وصلات خارجية
- نيكولا بال على موقع الاتحاد الدولي للتزلج (التزلج النوردي المزدوج) (الإنجليزية)
- نيكولا بال على موقع اللجنة الأولمبية الدولية (الإنجليزية)
- نيكولا بال على موقع أوليمبيديا (الإنجليزية)